# شبكة تائهة

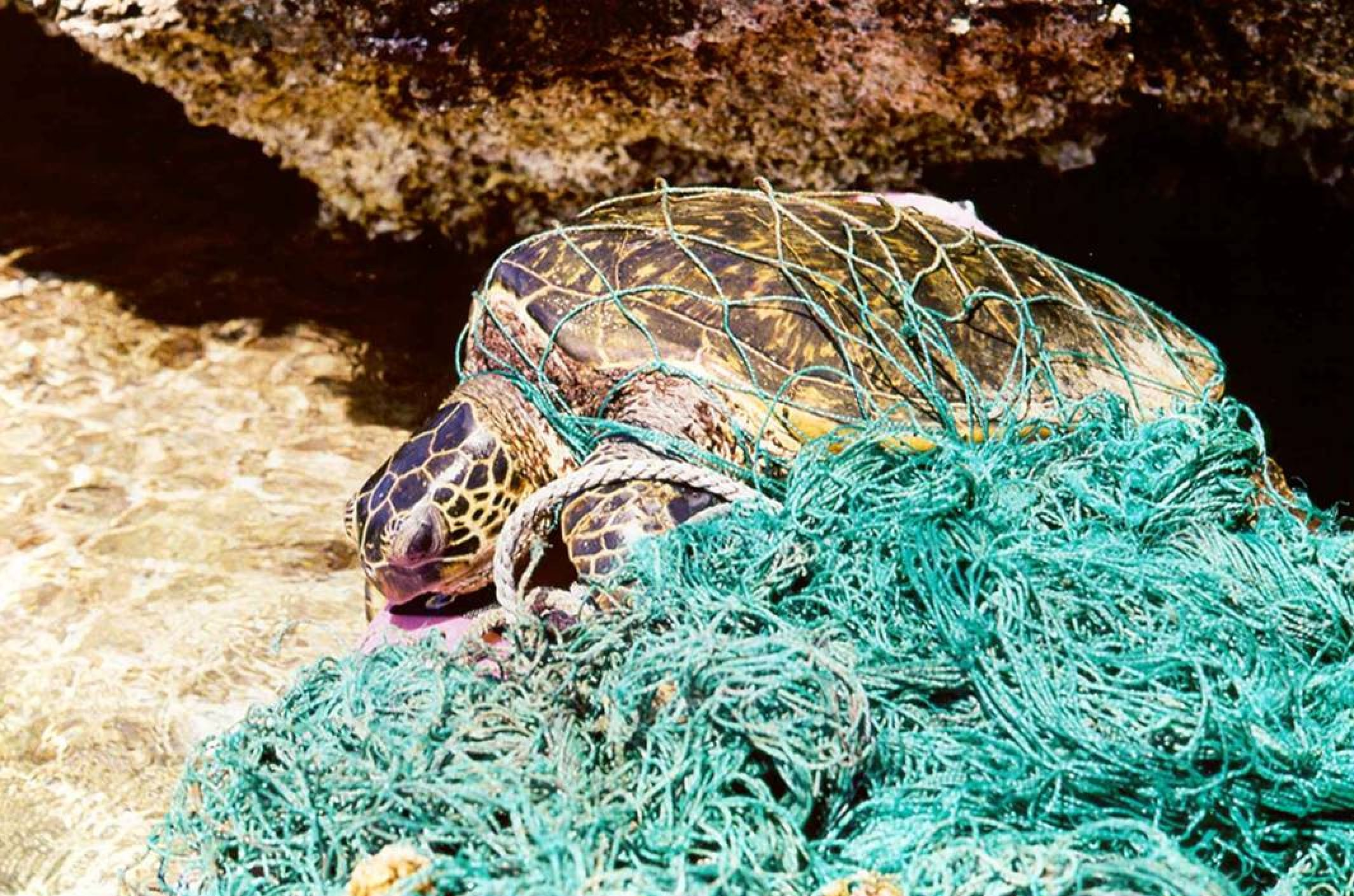
سلحفاة عالقة في شبكة صيد تائهة

الشباك التائهة هي شباك الصيد التي تركها أو فقدها الصيادون في المحيط 
لا ترى في كثير من الأحيان هذه الشباك في الضوء الخفيف، لذلك يمكن ان لا يلحظها الصياد على الشعاب الصخرية أو قد تجرف إلى البحر. يمكن لهذه الشباك تصبح شركا للأسماك، والدلافين والسلاحف البحرية، وأسماك القرش ،والأطوم، والتماسيح، والطيور البحرية، وسرطان البحر، وغيرها من الكائنات، وأيضا قد يتعثر فيها البشر مثل الغواصين. بما انها مصممة على تقييد حركة الكائنات فتؤدي إلى موت الأحياء جوعا، أو اختناق بعض الأحياء التي تحتاج إلى العودة للسطح لتتنفس.

## الوصف

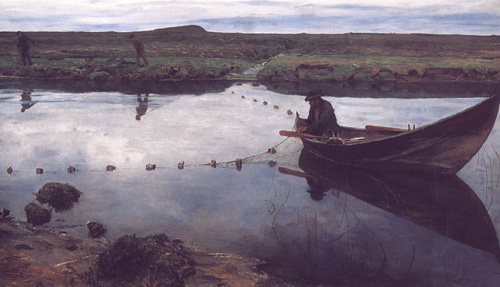
شبكة خيشومية عائمة

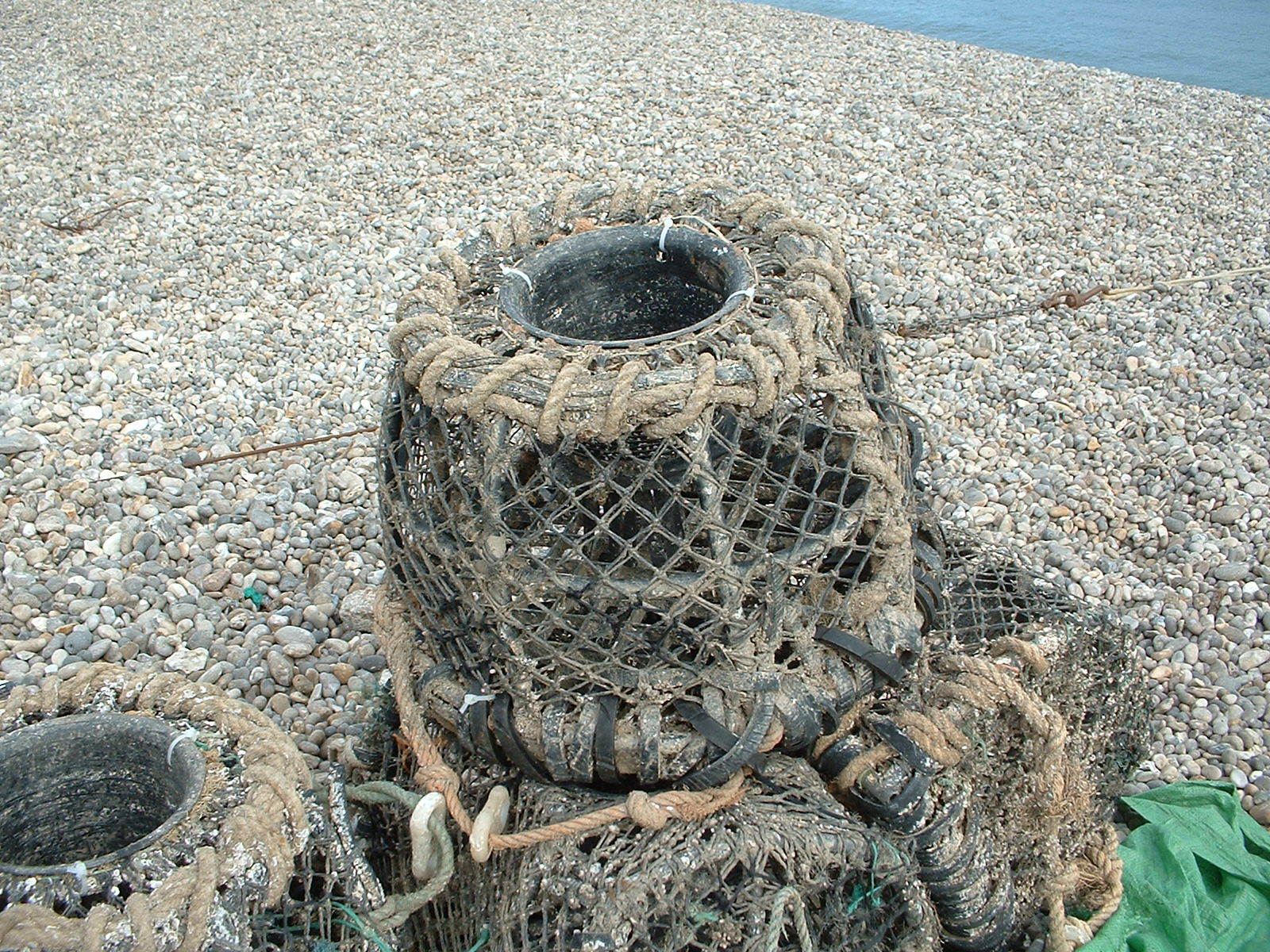
أشراك سرطان البحر

يستخدم بعض الصيادين الشباك الخيشومية. وهي شباك ترتكز على قاع البحر مع تعويم العوامات على طول حافة واحدة.
في هذه الطريقة التي يمكن ان تشكل جدار شاقولي يمتد على طول مئات الامتار، حيث يمسك باي سمكة ضمن نطاق الحجم المطلوب.
يتم عادة جمع هذه الشباك من قبل الصيادين وتؤخذ منها الاسماك. ولكن في حال عدم جمع الشباك بالوقت المناسب تستمر الشباك بصيد الاسماك حتى تصل إلى حد لا تحتمل العوامات الوزن مما يؤدي إلى غرق الشبكة والتهام الاسماك من قبل الكائنات التي تعيش في القاع وهي الأسماك القاعية والقشريات. تم تعود الشباك العوم بعد زوال الاسماك المعلقة بها وتستمر هذه العملية مرارا وتكرارا.
ونظرا لارتفاع جودة المواد المصنعة منها الشبكة اليوم، يمكن ان تستمر هذه العملية إلى وقت طويل. المشكلة ليست فقط في الشباك ؛ الأشراك القديمة المخصصة لصيد سرطان البحر والروبيان تستقر في القاع، وتصبح افخأخ اصطياد ذاتية التي تستمر بصيد سرطان البحر عاما بعد عام.
وتكون الشباك التائهة بمثابة اشراك للعديد من المخلوقات، بما فيها الطيور والثدييات البحرية.وبمرور الوقت تصبح الشباك متشابكة أكثر فأكثر.
عرضت الحكومة الفرنسية مكافأة لمن يسلم خفر السواحل شباك تائهة محلية على طول سواحل النورمندي في الفترة بين عامي 1980 و1981. وتم التخلي عن هذا المشروع عندما أصبح الناس يخربون الشباك للمطالبة بالمكافآت دون استرجاع أي شيء على الإطلاق من الشاطئ أو المحيط.